# Didi
(Didi, sua celebre frase)
Valdir Pereira, meglio noto con lo pseudonimo Didi (dʒiˈdʒi; Campos dos Goytacazes, 8 ottobre 1928 – Rio de Janeiro, 12 maggio 2001), è stato un calciatore e allenatore di calcio brasiliano.
Soprannominato Mr. Football e, per la sua eleganza, O Príncipe Etíope, è considerato uno dei più forti calciatori brasiliani di tutti i tempi. Occupa la 39ª posizione nella speciale classifica dei migliori calciatori del XX secolo pubblicata dalla rivista World Soccer e la 19ª posizione nell'omonima lista stilata dall'IFFHS. Quest'ultima rivista lo posiziona inoltre alla 17ª posizione nella classifica dei migliori calciatori sudamericani del XX secolo. Nel marzo del 2004, Pelé lo ha anche inserito nella FIFA 100, la lista dei 125 migliori calciatori viventi, redatta in occasione del Centenario della FIFA. Nel 2000 fu inserito nella Hall of Fame della Fifa.
Con la Nazionale di calcio brasiliana partecipò a tre edizioni dei Campionati mondiali di calcio, Svizzera 1954, Svezia 1958 (dove fu giudicato miglior giocatore del torneo) e Cile 1962, vincendo le ultime due da protagonista. In totale registrò 74 presenze e 21 reti, di cui 68 incontri e 20 reti in competizioni ufficiali.
Didi marcò il primo gol della storia nel famoso stadio Maracanã, in una partita tra una selezione di giocatori dello Stato di Rio de Janeiro ed una di quello di San Paolo.

## Biografia
Nato in una cittadina a 150 km circa da Rio de Janeiro, nel 1949 sposò Maria Luisa Negrinhao, dalla quale ebbe una figlia. Portò grande scandalo all'interno della Fluminense quando lasciò la prima moglie e la figlia piccola per unirsi alla cantante e attrice Guiomar, sposata nel 1951 e dalla quale ebbe una seconda figlia.
Morì il 12 maggio 2001 per un cancro all'intestino.

## Caratteristiche tecniche
Giocatore carismatico sebbene taciturno, Didi fu un centrocampista dalle spiccate attitudini offensive, le quali tuttavia non gli impedivano di offrire il proprio contributo alla fase difensiva, seppur mal volentieri. Accusato di scarso dinamismo, rispose ai media dicendo «è la palla che deve correre». Didi eccelleva pertanto nell'effettuare precisi lanci lunghi con i quali serviva il pallone al compagno meglio posizionato sul rettangolo di gioco, pensando la giocata prima di eseguirla, oltre a essere un superbo esecutore di calci di punizione; questi venivano calciati con la celebre tecnica denominata Folha seca (in italiano "foglia secca"), un tiro diretto e carico d'effetto, di media potenza. La genesi di tale colpo fu fortuita, dacché il calciatore, accusata una contusione durante una partita contro l'América nel 1956, trovò che l'unico modo per non sentire dolore consisteva nel colpire il pallone al centro con solo tre dita del piede, battuta che conferiva allo stesso un particolare effetto. A tutto ciò univa la facilità di dribbling.

## Carriera

### Giovanili
Didi cominciò a praticare il calcio in strada, giocando scalzo: durante una di queste partite, a 14 anni, s'infettò il ginocchio destro e rischiò l'amputazione della gamba. Dimostrò grandi capacità di recupero dall'infortunio e dopo sei mesi in sedia a rotelle, tornò a giocare: nel 1943 fu tesserato nelle giovanili del São Cristóvão, passando poi per Industrial, Rio Branco e Goytacaz.

### Club
La carriera professionistica iniziò nel 1946 firmando con l'Americano de Campos, quando egli aveva sedici anni, a due di distanza dall'infortunio.  Nel 1946 firmò con il Lençoense nonostante fosse ancora sotto contratto con l'Americano: quest'ultimo club lo richiamò in squadra. Passò al Madureira, poi nel 1947 si accordò con la Fluminense con il quale giocò per dieci stagioni vincendo il Campionato Carioca nel 1951 e la Copa Rio nel 1952; durante questo periodo, per via della naturalezza con la quale giocava, simile a quella "di chi succhia un'arancia", fu soprannominato succhia-sangue. Nel 1950 il suo talento era già noto in Brasile, nonostante ciò fu ritenuto troppo giovane per partecipare al campionato del mondo 1950, venendo escluso dalla rassegna. In compenso, giocò la partita inaugurale al neonato Stadio Maracanã tra Rio XI e San Paolo XI, giocando per i primi e realizzando la storica prima rete dell'impianto.
Vincitore nel 1952 dell'intercontinentale Copa Rio -che dal 1953 fu, di fatto, sostituita dalla Copa Montevideo-, partecipò, sempre col Fluminense, alle due prime edizioni del prestigioso trofeo intercontinentale organizzato allora dalla Federazione calcistica dell'Uruguay che riuniva migliori squadre di club d'America e d'Europa in un torneo, disputato all'Estadio Centenario, in calendario nel corso dell'estate australe.
Curiosi i motivi che portarono alla rottura con la dirigenza del Fluminense: dopo aver divorziato dalla moglie per unirsi alla cantante Guiomar, Didi chiese che dai suoi emolumenti non fosse detratta la somma che doveva versare alla prima sposa, giacché preferiva essere egli stesso, in prima persona, a provvedere; la richiesta fu declinata e passò così al Botafogo nel 1956 per due milioni di cruzeiros, una delle cifre più alte mai pagate all'epoca. Nel nuovo club formò un trio temibile con Nílton Santos e Garrincha: vinse l'anno seguente il Campionato Carioca e, come promesso precedentemente in caso di vittoria, percorse a piedi il tragitto che andava dalla propria casa alla sede del Botafogo. In questo periodo nacquero polemiche razziste all'interno della squadra del Botafogo, dopo che Didi non smentì ai media brasiliani il fatto che i calciatori neri si allenassero a parte.
Nel 1959, spinto dalla possibilità di incrementare il proprio compenso, lasciò il Brasile per unirsi agli spagnoli del Real Madrid, dove, dopo un buon inizio, giocò in maniera assai deludente, si disse perché boicottato dall'attaccante Alfredo Di Stéfano; in realtà tale voce fu messa in circolo dalla moglie Guiomar.
Conseguentemente, la stagione successiva tornò al Botafogo, con cui vinse ancora il campionato statale nel 1961 e nel 1962, benché in quest'ultima stagione disputò solo cinque partite prima di lasciare la squadra per allenare lo Sporting Crystal in Perù, a 34 anni. Col club registrò complessivamente 313 partite e 113 gol.
A fine carriera, Didi giocò col San Paolo in due occasioni, nel 1964 e 1966, tuttavia senza successo.

### Nazionale

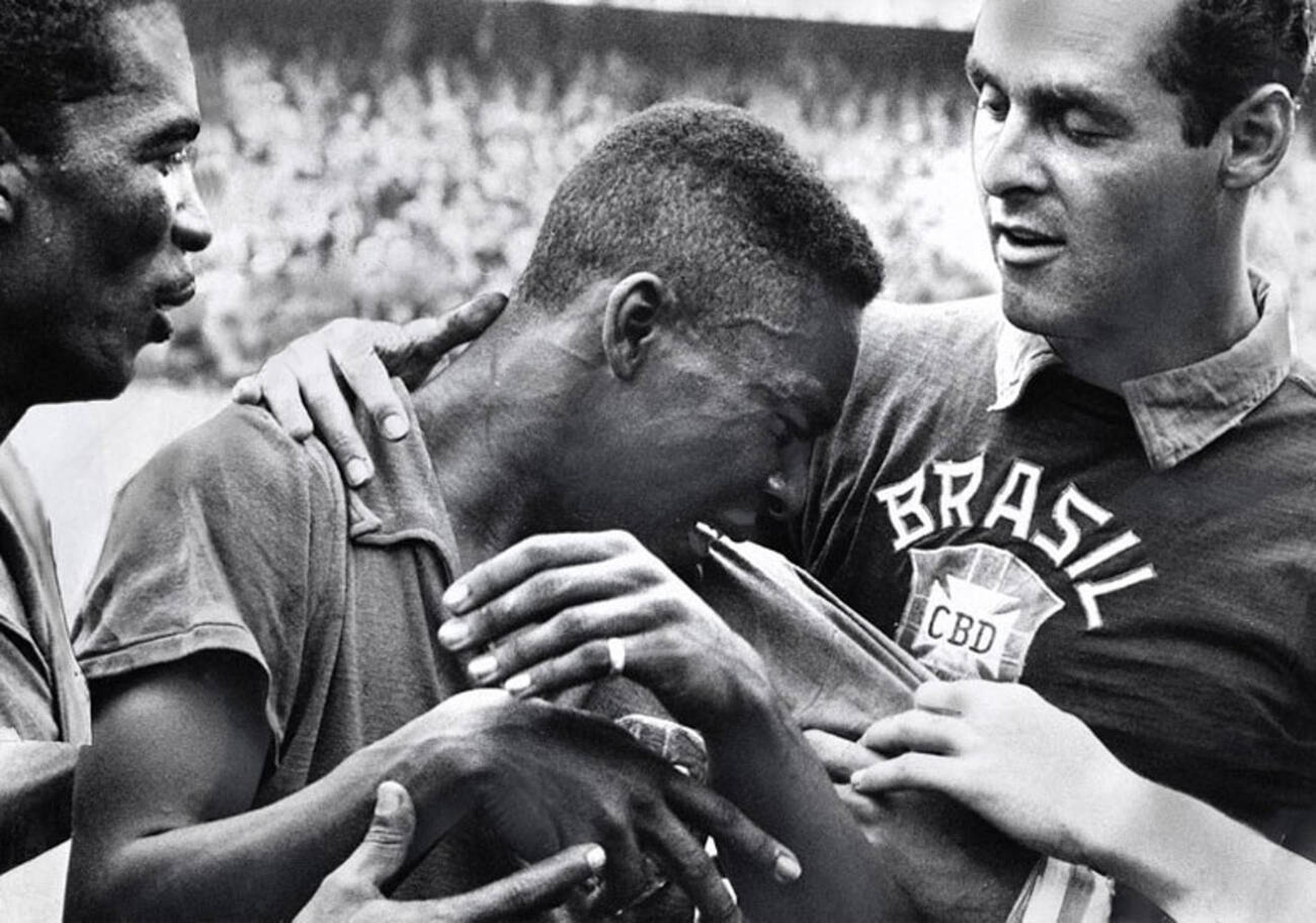
Didi, Pelé e Gilmar ai Mondiali 1958

Didi esordì in Nazionale nel torneo panamericano del 1952; disputò il sudamericano del 1953 (cinque le presenze) e il Mondiale di calcio un anno più tardi in Svizzera, dove la Seleçao fu eliminata dall'Ungheria della squadra d'oro di Ferenc Puskás dopo la cosiddetta «battaglia di Berna». Il Brasile ebbe accesso al successivo Mondiale del 1958 in Svezia grazie ad un suo gol su calcio di punizione contro il Perù nella fase eliminatoria, risultando poi vincitore della manifestazione, della quale Didi fu eletto miglior giocatore; in occasione della finale contro la Svezia, il giornalista francese Gabriel Hanot contò quarantotto passaggi da lui effettuati ed andati a buon fine.
Nell'edizione del 1962, vinta nuovamente dalla squadra brasiliana in finale con la Cecoslovacchia, la stampa brasiliana criticò Didi ritenendolo troppo vecchio per partecipare al Mondiale, dove fu invece giudicato miglior centrocampista a pari merito con il cecoslovacco Masopust.
Termina la sua esperienza internazionale con 74 presenze (68 ufficiali) e 21 reti (20) per il Brasile.

## Allenatore
Didi successivamente diventò allenatore, guidando Botafogo, Fluminense e il Perù ai Mondiali del 1970, eliminando l'Argentina durante le qualificazioni. La Nazionale peruviana aveva campioni quali Teófilo Cubillas e Héctor Chumpitaz e raggiunse i quarti di finale, dove fu eliminata dal Brasile per 4-2. A contribuire alla sconfitta fu anche una decisione inaspettata di Didi, il quale lasciò in panchina il suo miglior difensore fino a quel momento, Orlando de la Torre, affermando che gli era sembrato fuori forma nella partita precedente contro la Germania Ovest. Molti giocatori tuttavia intuirono fin da subito il vero motivo della decisione, che venne svelato solamente in futuro: la sera prima della sfida Didi ricevette una telefonata anonima in cui gli venne intimato di non far giocare de la Torre, pena l'uccisione della sua famiglia. Era chiaro che quella telefonata arrivasse dal Brasile, più precisamente dai centri di comando della dittatura che ai tempi governava il paese. Nonostante la sconfitta (ancora oggi la partita in Perù è ricordata come "la grande vergogna") i giocatori e l'allenatore vennero accolti come eroi al ritorno in Perù per lo storico risultato.
Didi allenò anche la squadra Argentina del River Plate nel 1971, vincendo poi il Campionato Carioca col Fluminense nel 1975 e il Campionato Mineiro per due volte col Cruzeiro (1976, 1977). Allenò inoltre i turchi del Fenerbahçe, che condusse alla vittoria di due campionati consecutivi dal 1973-1974 al 1974-1975. Chiuse la carriera da tecnico nel 1984, dopo un'operazione chirurgica alla colonna vertebrale.

## Statistiche

### Presenze e reti nei club
| Stagione  | Squadra          | Campionato | Campionato | Campionato |
| Stagione  | Squadra          | Comp       | Pres       | Reti       |
| --------- | ---------------- | ---------- | ---------- | ---------- |
| 1947      | Madureira        | CC         | 10         | 2          |
| 1948      | Madureira        | CC         | 22         | 6          |
| 1949      | Fluminense       | CC         | 2          | 0          |
| 1950      | Fluminense       | CC         | 28         | 7          |
| 1951      | Fluminense       | CC         | 24         | 4          |
| 1952      | Fluminense       | CC         | 24         | 8          |
| 1953      | Fluminense       | CC         | 27         | 14         |
| 1954      | Fluminense       | CC         | 23         | 12         |
| 1955      | Fluminense       | CC         | 0          | 0          |
| 1956      | Botafogo         | CC         | 22         | 16         |
| 1957      | Botafogo         | CC         | 27         | 12         |
| 1958      | Botafogo         | CC         | 25         | 12         |
| 1959      | Botafogo         | CC         | 12         | 6          |
| 1959-1960 | Real Madrid      | PD         | 19         | 6          |
| 1960      | Botafogo         | CC         | 17         | 9          |
| 1961      | Botafogo         | CC         | 0          | 0          |
| 1962      | Botafogo         | CC         | 27         | 10         |
| 1963      | Sporting Cristal | CD         | 29         | 11         |
| 1963      | Sporting Cristal | CD         | 30         | 10         |
| 1964      | Botafogo         | CC         | 11         | 1          |
| 1964      | San Paolo        | CP         | 1          | 1          |
| 1964-1965 | Veracruz         | PD         | 26         | 4          |
| 1965-1966 | Veracruz         | PD         | 3          | 0          |
| 1966      | San Paolo        | CP         | 1          | 0          |

### Cronologia presenze e reti (ufficiali) in nazionale
| Cronologia completa delle presenze e delle reti in nazionale ― Brasile | Cronologia completa delle presenze e delle reti in nazionale ― Brasile | Cronologia completa delle presenze e delle reti in nazionale ― Brasile | Cronologia completa delle presenze e delle reti in nazionale ― Brasile | Cronologia completa delle presenze e delle reti in nazionale ― Brasile | Cronologia completa delle presenze e delle reti in nazionale ― Brasile | Cronologia completa delle presenze e delle reti in nazionale ― Brasile | Cronologia completa delle presenze e delle reti in nazionale ― Brasile |
| Data                                                                   | Città                                                                  | In casa                                                                | Risultato                                                              | Ospiti                                                                 | Competizione                                                           | Reti                                                                   | Note                                                                   |
| ---------------------------------------------------------------------- | ---------------------------------------------------------------------- | ---------------------------------------------------------------------- | ---------------------------------------------------------------------- | ---------------------------------------------------------------------- | ---------------------------------------------------------------------- | ---------------------------------------------------------------------- | ---------------------------------------------------------------------- |
| 6-4-1952                                                               | Santiago del Cile                                                      | Brasile                                                                | 2 – 0                                                                  | Messico                                                                | Amichevole                                                             | -                                                                      |                                                                        |
| 10-4-1952                                                              | Santiago del Cile                                                      | Perù                                                                   | 0 – 0                                                                  | Brasile                                                                | Amichevole                                                             | -                                                                      |                                                                        |
| 13-4-1952                                                              | Santiago del Cile                                                      | Brasile                                                                | 3 – 0                                                                  | Panama                                                                 | Amichevole                                                             | -                                                                      |                                                                        |
| 16-4-1952                                                              | Santiago del Cile                                                      | Brasile                                                                | 4 – 2                                                                  | Uruguay                                                                | Amichevole                                                             | 1                                                                      |                                                                        |
| 20-4-1952                                                              | Santiago del Cile                                                      | Cile                                                                   | 0 – 3                                                                  | Brasile                                                                | Amichevole                                                             | -                                                                      |                                                                        |
| 12-3-1953                                                              | Lima                                                                   | Brasile                                                                | 2 – 0                                                                  | Ecuador                                                                | Coppa America 1953 - 1º turno                                          | -                                                                      |                                                                        |
| 19-3-1953                                                              | Lima                                                                   | Perù                                                                   | 1 – 0                                                                  | Brasile                                                                | Coppa America 1953 - 1º turno                                          | -                                                                      |                                                                        |
| 23-3-1953                                                              | Lima                                                                   | Brasile                                                                | 3 – 2                                                                  | Cile                                                                   | Coppa America 1953 - 1º turno                                          | -                                                                      |                                                                        |
| 27-3-1953                                                              | Lima                                                                   | Paraguay                                                               | 2 – 1                                                                  | Brasile                                                                | Coppa America 1953 - Play-off                                          | -                                                                      |                                                                        |
| 1-4-1953                                                               | Lima                                                                   | Brasile                                                                | 2 – 3                                                                  | Paraguay                                                               | Coppa America 1953 - Play-off                                          | -                                                                      |                                                                        |
| 28-2-1954                                                              | Santiago del Cile                                                      | Cile                                                                   | 0 – 2                                                                  | Brasile                                                                | Qual. Mondiali 1954                                                    | -                                                                      |                                                                        |
| 7-3-1954                                                               | Asunción                                                               | Paraguay                                                               | 0 – 1                                                                  | Brasile                                                                | Qual. Mondiali 1954                                                    | -                                                                      |                                                                        |
| 14-3-1954                                                              | Rio de Janeiro                                                         | Brasile                                                                | 1 – 0                                                                  | Cile                                                                   | Qual. Mondiali 1954                                                    | -                                                                      |                                                                        |
| 21-3-1954                                                              | Rio de Janeiro                                                         | Brasile                                                                | 4 – 1                                                                  | Paraguay                                                               | Qual. Mondiali 1954                                                    | -                                                                      |                                                                        |
| 16-6-1954                                                              | Ginevra                                                                | Brasile                                                                | 5 – 0                                                                  | Messico                                                                | Mondiali 1954 - 1º turno                                               | 1                                                                      |                                                                        |
| 19-6-1954                                                              | Losanna                                                                | Brasile                                                                | 1 – 1                                                                  | Jugoslavia                                                             | Mondiali 1954 - 1º turno                                               | 1                                                                      |                                                                        |
| 27-6-1954                                                              | Berna                                                                  | Ungheria                                                               | 4 – 2                                                                  | Brasile                                                                | Mondiali 1954 - 1º turno                                               | -                                                                      |                                                                        |
| 18-9-1955                                                              | Rio de Janeiro                                                         | Brasile                                                                | 1 – 1                                                                  | Cile                                                                   | Amichevole                                                             | -                                                                      |                                                                        |
| 13-11-1955                                                             | Brasilia                                                               | Brasile                                                                | 3 – 0                                                                  | Armenia                                                                | Amichevole                                                             | -                                                                      |                                                                        |
| 8-4-1956                                                               | Lisbona                                                                | Portogallo                                                             | 0 – 1                                                                  | Brasile                                                                | Amichevole                                                             | -                                                                      |                                                                        |
| 11-4-1956                                                              | Zurigo                                                                 | Svizzera                                                               | 1 – 1                                                                  | Brasile                                                                | Amichevole                                                             | -                                                                      |                                                                        |
| 15-4-1956                                                              | Vienna                                                                 | Austria                                                                | 2 – 3                                                                  | Brasile                                                                | Amichevole                                                             | 1                                                                      |                                                                        |
| 16-4-1956                                                              | Praga                                                                  | Cecoslovacchia                                                         | 0 – 0                                                                  | Brasile                                                                | Amichevole                                                             | -                                                                      |                                                                        |
| 25-4-1956                                                              | Milano                                                                 | Italia                                                                 | 3 – 0                                                                  | Brasile                                                                | Amichevole                                                             | -                                                                      |                                                                        |
| 1-5-1956                                                               | Istanbul                                                               | Turchia                                                                | 0 – 1                                                                  | Brasile                                                                | Amichevole                                                             | -                                                                      |                                                                        |
| 9-5-1956                                                               | Londra                                                                 | Inghilterra                                                            | 4 – 2                                                                  | Brasile                                                                | Amichevole                                                             | 1                                                                      |                                                                        |
| 1-7-1956                                                               | Rio de Janeiro                                                         | Brasile                                                                | 2 – 0                                                                  | Italia                                                                 | Amichevole                                                             | -                                                                      |                                                                        |
| 8-7-1956                                                               | Buenos Aires                                                           | Argentina                                                              | 0 – 0                                                                  | Brasile                                                                | Amichevole                                                             | -                                                                      |                                                                        |
| 5-8-1956                                                               | Rio de Janeiro                                                         | Brasile                                                                | 0 – 1                                                                  | Cecoslovacchia                                                         | Amichevole                                                             | -                                                                      |                                                                        |
| 13-3-1957                                                              | Lima                                                                   | Brasile                                                                | 4 – 2                                                                  | Cile                                                                   | Coppa America 1957 - 1º turno                                          | 3                                                                      |                                                                        |
| 21-3-1957                                                              | Lima                                                                   | Ecuador                                                                | 1 – 7                                                                  | Brasile                                                                | Coppa America 1957 - 1º turno                                          | -                                                                      |                                                                        |
| 23-3-1957                                                              | Lima                                                                   | Brasile                                                                | 9 – 0                                                                  | Colombia                                                               | Coppa America 1957 - 1º turno                                          | 2                                                                      |                                                                        |
| 28-3-1957                                                              | Lima                                                                   | Brasile                                                                | 2 – 3                                                                  | Uruguay                                                                | Coppa America 1957 - Ottavi di finale                                  | 1                                                                      |                                                                        |
| 31-3-1957                                                              | Lima                                                                   | Perù                                                                   | 0 – 1                                                                  | Brasile                                                                | Coppa America 1957 - Quarti di finale                                  | 1                                                                      |                                                                        |
| 3-4-1957                                                               | Lima                                                                   | Argentina                                                              | 3 – 0                                                                  | Brasile                                                                | Coppa America 1957 - Semifinale                                        | -                                                                      |                                                                        |
| 13-4-1957                                                              | Lima                                                                   | Perù                                                                   | 1 – 1                                                                  | Brasile                                                                | Qual. Mondiali 1958                                                    | -                                                                      |                                                                        |
| 21-4-1957                                                              | Rio de Janeiro                                                         | Brasile                                                                | 1 – 0                                                                  | Bolivia                                                                | Qual. Mondiali 1958                                                    | 1                                                                      |                                                                        |
| 11-6-1957                                                              | Rio de Janeiro                                                         | Brasile                                                                | 2 – 1                                                                  | Portogallo                                                             | Amichevole                                                             | 1                                                                      |                                                                        |
| 16-6-1957                                                              | San Paolo                                                              | Brasile                                                                | 3 – 0                                                                  | Portogallo                                                             | Amichevole                                                             | -                                                                      |                                                                        |
| 4-5-1958                                                               | Rio de Janeiro                                                         | Brasile                                                                | 5 – 1                                                                  | Paraguay                                                               | Amichevole                                                             | -                                                                      |                                                                        |
| 7-5-1958                                                               | Asunción                                                               | Paraguay                                                               | 0 – 0                                                                  | Brasile                                                                | Amichevole                                                             | -                                                                      |                                                                        |
| 8-6-1958                                                               | Uddevalla                                                              | Brasile                                                                | 3 – 0                                                                  | Austria                                                                | Mondiali 1958 - 1º turno                                               | -                                                                      |                                                                        |
| 11-6-1958                                                              | Göteborg                                                               | Inghilterra                                                            | 0 – 0                                                                  | Brasile                                                                | Mondiali 1958 - 1º turno                                               | -                                                                      |                                                                        |
| 15-6-1958                                                              | Göteborg                                                               | Unione Sovietica                                                       | 0 – 2                                                                  | Brasile                                                                | Mondiali 1958 - 1º turno                                               | -                                                                      |                                                                        |
| 19-6-1958                                                              | Göteborg                                                               | Brasile                                                                | 1 – 0                                                                  | Galles                                                                 | Mondiali 1958 - Quarti di finale                                       | -                                                                      |                                                                        |
| 24-6-1958                                                              | Stoccolma                                                              | Francia                                                                | 2 – 5                                                                  | Brasile                                                                | Mondiali 1958 - Semifinale                                             | 1                                                                      |                                                                        |
| 29-6-1958                                                              | Stoccolma                                                              | Brasile                                                                | 5 – 2                                                                  | Svezia                                                                 | Mondiali 1958 - Finale                                                 | -                                                                      |                                                                        |
| 10-3-1959                                                              | Buenos Aires                                                           | Perù                                                                   | 2 – 2                                                                  | Brasile                                                                | Coppa America 1959 - 1º turno                                          | 1                                                                      |                                                                        |
| 15-3-1959                                                              | Buenos Aires                                                           | Brasile                                                                | 3 – 0                                                                  | Cile                                                                   | Coppa America 1959 - 1º turno                                          | 1                                                                      |                                                                        |
| 21-3-1959                                                              | Buenos Aires                                                           | Brasile                                                                | 4 – 2                                                                  | Bolivia                                                                | Coppa America 1959 - 1º turno                                          | 1                                                                      |                                                                        |
| 26-3-1959                                                              | Buenos Aires                                                           | Uruguay                                                                | 1 – 3                                                                  | Brasile                                                                | Coppa America 1959 - Quarti di finale                                  | -                                                                      |                                                                        |
| 29-3-1959                                                              | Buenos Aires                                                           | Brasile                                                                | 4 – 1                                                                  | Paraguay                                                               | Coppa America 1959 - Semifinale                                        | -                                                                      |                                                                        |
| 4-4-1959                                                               | Buenos Aires                                                           | Argentina                                                              | 1 – 2                                                                  | Brasile                                                                | Coppa America 1959 - Finale                                            | -                                                                      |                                                                        |
| 13-5-1959                                                              | Rio de Janeiro                                                         | Brasile                                                                | 2 – 0                                                                  | Inghilterra                                                            | Amichevole                                                             | -                                                                      |                                                                        |
| 30-4-1961                                                              | Asunción                                                               | Paraguay                                                               | 0 – 2                                                                  | Brasile                                                                | Amichevole                                                             | -                                                                      |                                                                        |
| 3-5-1961                                                               | Asunción                                                               | Paraguay                                                               | 2 – 3                                                                  | Brasile                                                                | Amichevole                                                             | -                                                                      |                                                                        |
| 7-5-1961                                                               | Santiago del Cile                                                      | Cile                                                                   | 1 – 2                                                                  | Brasile                                                                | Amichevole                                                             | 1                                                                      |                                                                        |
| 11-5-1961                                                              | Santiago del Cile                                                      | Cile                                                                   | 0 – 1                                                                  | Brasile                                                                | Amichevole                                                             | -                                                                      |                                                                        |
| 21-4-1962                                                              | Rio de Janeiro                                                         | Brasile                                                                | 6 – 0                                                                  | Paraguay                                                               | Amichevole                                                             | 1                                                                      |                                                                        |
| 6-5-1962                                                               | San Paolo                                                              | Brasile                                                                | 2 – 1                                                                  | Portogallo                                                             | Amichevole                                                             | -                                                                      |                                                                        |
| 9-5-1962                                                               | Rio de Janeiro                                                         | Brasile                                                                | 1 – 0                                                                  | Portogallo                                                             | Amichevole                                                             | -                                                                      |                                                                        |
| 16-5-1962                                                              | Cardiff                                                                | Galles                                                                 | 1 – 3                                                                  | Brasile                                                                | Amichevole                                                             | -                                                                      |                                                                        |
| 30-5-1962                                                              | Viña del Mar                                                           | Messico                                                                | 0 – 2                                                                  | Brasile                                                                | Mondiali 1962 - 1º turno                                               | -                                                                      |                                                                        |
| 2-6-1962                                                               | Viña del Mar                                                           | Brasile                                                                | 0 – 0                                                                  | Cecoslovacchia                                                         | Mondiali 1962 - 1º turno                                               | -                                                                      |                                                                        |
| 6-6-1962                                                               | Viña del Mar                                                           | Brasile                                                                | 2 – 1                                                                  | Spagna                                                                 | Mondiali 1962 - 1º turno                                               | -                                                                      |                                                                        |
| 10-6-1962                                                              | Viña del Mar                                                           | Inghilterra                                                            | 1 – 3                                                                  | Brasile                                                                | Mondiali 1962 - Quarti di finale                                       | -                                                                      |                                                                        |
| 13-6-1962                                                              | Santiago del Cile                                                      | Cile                                                                   | 2 – 4                                                                  | Brasile                                                                | Mondiali 1962 - Semifinale                                             | -                                                                      |                                                                        |
| 17-6-1962                                                              | Santiago del Cile                                                      | Brasile                                                                | 3 – 1                                                                  | Cecoslovacchia                                                         | Mondiali 1962 - Finale                                                 | -                                                                      |                                                                        |
| Totale                                                                 |                                                                        | Presenze                                                               | 68                                                                     |                                                                        | Reti                                                                   | 20                                                                     |                                                                        |

## Palmarès

### Giocatore

#### Club

##### Competizioni statali
- Campionato Carioca: 4

Fluminense: 1951
Botafogo: 1957, 1961, 1962
- Torneo Internazionale dei Club Campioni: 1

Fluminense: 1952
- Torneo Rio-San Paolo: 1

Botafogo: 1962

##### Competizioni Internazionali
- Coppa dei Campioni: 1

Real Madrid: 1959/1960

#### Nazionale
- Campionato mondiale: 2

1958, 1962
- Campionato Panamericano: 1

1952

#### Individuale
- Candidato al Dream Team del Pallone d'oro (2020)

### Allenatore

#### Competizioni statali
- Campionato Carioca: 1

Fluminense: 1975
- Taça Guanabara: 1

Fluminense: 1975
- Campionato Mineiro: 2

Cruzeiro: 1976, 1977
- Campionato Cearense: 1

Fortaleza: 1985

#### Competizioni nazionali
- Campionato peruviano: 1

Sporting Cristal: 1968
- Campionato turco: 2

Fenerbahçe: 1973/1974, 1974/1975
- Supercoppa di Turchia: 1

Fenerbahçe: 1974

### Videografia
- Federico Buffa e Marco Cattaneo, Buffa & C. Raccontano: Il futebol a Rio, Sky Sport, 2014.